# DJs from Mars
DJs from Mars (litt. « DJs de Mars ») est un duo de DJs et producteurs italiens connus pour leurs mashups de chansons populaires transformées en musique électronique.

## Composition
Le groupe est composé de Massimiliano Garino (alias Max Aqualuce), né à Turin le 3 août 1979, et Luca Ventafridda (alias Luca Ventafunk), né à Turin le 29 février 1976.

## Classement
En 2013, ils entrent dans le classement des 100 meilleurs DJ établi par le DJ Mag, classés à la 95e place.

## Discographie

### Albums

#### 2010
- Alien Nation vol.1
- Alien Nation vol.2

### Singles et EPs
- 2003
  - Dj's From Mars - Non Dormo Più
- 2004
  - Dj's From Mars - Open Sesame
  - Djs From Mars - Kipo Mambo (Mama Made A Disco Groove)
- 2007
  - Djs From Mars - The Motherfucker
- 2008
  - Djs From Mars - Who Gives A Fuck About Deejays
  - Djs From Mars - Dirty Mary (My Name Is)
  - Djs From Mars - Saturday Night On The Moon
- 2009
  - Djs From Mars - Suono & Immagine
  - Djs From Mars - Don't Give Up
  - db Pure vs Djs From Mars - Revolution Radio
- 2010
  - Rico Bernasconi vs Djs From Mars - Luv 2 Like It
  - Brooklyn Bounce vs Djs From Mars - Club Bizarre
- 2011
  - Brooklyn Bounce vs Djs From Mars - Sex Bass & Rock 'n' Roll 2k11
  - Picco vs Djs From Mars - Can't Come Home
  - Gabry Ponte + Djs From Mars + Bellani & Spada - Que Pasa
- 2012
  - Djs From Mars feat. Fragma  - Insane (In Da Brain)
  - DJs from Mars - Phat Ass Drop (How To Produce A Club Track Today)